# 加利福尼亚鱼龙科
加利福尼亚鱼龙科（学名：Californosauridae）是鱼龙目的一科。

## 下属分类
本科包括以下属：
- 加利福尼亚鱼龙属 Californosaurus Kuhn, 1934
- 卡洛维龙属 Callawayia Maisch & Matzke, 2000
  - 卧龙岗卡洛维龙 Callawayia wolonggangense (Chen et al., 2007)